# Rastislav Tureček
Rastislav Tureček (ur. 14 sierpnia 1972 w Trenczynie, Słowacja) – słowacki niepełnosprawny kolarz. Mistrz paraolimpijski z Aten w 2004 roku.

## Medale Igrzysk Paraolimpijskich

### 2008
- - Kolarstwo - trial na czas - HC A

### 2004
- - Kolarstwo - wyścig uliczny - HC A
- - Kolarstwo - trial na czas - HC A